# مدينة حوش بلاس الصناعية
تقع مدينة حوش بلاس الصناعية على بعد 10 كم من مركز مدينة دمشق، أقامتها محافظة دمشق عام 1994 لنقل الحرفيين من وسط المدينة وأطرافها وفق القرار الرقم 611/ م.ت وصدر في 27/6/ 1993، وباشرت المحلات عملها منذ عام 1997.
الموقع مؤلف من 2042 مقسم محل أرضي وعلوي، محلات أرضية نظامية لإصلاحات السيارات ومستلزماتها (1200) محل مشغولة 99%، ومحلات علوية في الطابق الأول محلات تجارية (842) محل علوي مشغولة 20% فقط.